# Protarchella
Protarchella is een geslacht van vlinders van de familie bladrollers (Tortricidae), uit de onderfamilie Tortricinae.

## Soorten
- P. acheenensis Diakonoff, 1983
- P. antirrhopa Diakonoff, 1956
- P. atalohypha Diakonoff, 1974
- P. bebaea Diakonoff, 1974
- P. centrophracta (Meyrick, 1924)
- P. conioplegma (Diakonoff, 1954)
- P. cyclopa Diakonoff, 1956
- P. chalcotypa (Diakonoff, 1954)
- P. euschema Diakonoff, 1974
- P. exarthra (Meyrick, 1918)
- P. leptomorpha (Diakonoff, 1954)
- P. lyssodes (Meyrick, 1910)
- P. meesi Diakonoff, 1960
- P. nivis (Diakonoff, 1941)
- P. paraptera (Meyrick, 1910)
- P. torquens Diakonoff, 1944
- P. xenographa (Diakonoff, 1954)